# Chip Jenkins
Chip Jenkins (Estados Unidos, 9 de abril de 1964) es un atleta estadounidense retirado especializado en la prueba de 4x400 m, en la que consiguió ser subcampeón mundial en pista cubierta en 1991.

## Carrera deportiva
En el Campeonato Mundial de Atletismo en Pista Cubierta de 1991 ganó la medalla de plata en los relevos 4s400 metros, con un tiempo de 3:03.24 segundos que fue récord de América, llegando a meta tras Alemania y por delante de Italia (bronce).